# ポーパス級潜水艦 (イギリス海軍)
ポーパス級潜水艦 (Porpoise class submarine) は、英海軍の潜水艦である。
独海軍のUボートXXI型の影響を受けた設計であり、在来型よりも水中行動能力の向上が図られている。船殻材にはUXWと呼ばれた新型鋼を採用し、可潜深度を増加させた。また、高性能な空気浄化装置により、潜航可能時間を増大させた。
キャビテーション抑制のため、新開発のハイスキュード・プロペラを採用したが、これによる推進効率低下により、最高速力は設計目標の18ノットから17ノットに低下した。だが、静粛性向上の利点は速力低下を上回ると判断され、問題とされなかった。